# NanoSPACE
nanoSPACE s.r.o. je česká firma, která se věnuje vývoji a prodeji produktů s nanovlákny pro alergiky a astmatiky. Firma patří k zakládajícím členům Asociace nanotechnologického průmyslu ČR a podílí se na projektu Česko je nano.

## Historie
Firmu nanoSPACE založili v roce 2012 Jiří Kůs a Stanislav Jiřinec v Domažlicích. Se svým týmem se od počátku zabývali vývojem produktů proti alergiím za využití nanotechnologií. V roce 2014 zahájila nanoSPACE jako první na světě výrobu bariérových povlaků z nanovláken. V témže roce uvedla firma na trh také originální ručně šité hračky pro děti pod názvem „gaučáci“, jejichž tkanina bránila množení prachových roztočů.
Dne 27. listopadu 2014 založil Jiří Kůs spolu se zástupci 11 dalších nanotechnologických firem Asociaci nanotechnologického průmyslu ČR s cílem reprezentovat zájmy českých firem v tomto oboru. Součástí aktivit je také budování pozitivního PR o nanotechnologiích ve společnosti a spolupráce mezi komerční a výzkumnou sférou.
Začátkem roku 2015 se NanoSPACE podílela na vzniku projektu Česko je nano, v jehož rámci se usiluje o informování veřejnosti o úspěších českých vědců a výzkumných pracovníků v oblasti nanotechnologie.
V roce 2016 představila NanoSPACE protiroztočové povlečení a přikrývky z nano bavlny. V květnu 2018 se nanoSPACE zúčastnila veletrhu a konference TechConnect v kalifornském Anaheimu u Los Angeles. Kromě antialergenních hraček a protiroztočových lůžkovin rozšířila nanoSPACE své portfolio o respirátory s nanovlákny.
23. října 2018 připravilo Velvyslanectví ČR v Londýně ve spolupráci se zahraniční kanceláří CzechInvest v Londýně druhý ročník prezentace českých firem a výzkumných center aktivních v oblasti nanotechnologií. Cílem této akce bylo přispět k posílení česko-britské spolupráce v rychle se vyvíjejícím oboru nanotechnologií ještě předtím, než Británie odejde z EU. Zúčastnilo se jí 11 českých firem včetně nanoSPACE.
Začátkem roku 2020, kdy se světem šířilo onemocnění covid-19 a nebyla vyvinuta vakcína, došlo k velkému nárůstu zájmu o roušky. NanoSPACE zaznamenala zvýšený příjem objednávek obsahujících antivirové ústenky, šátky a respirátory. Firmu začali vyhledávat zákazníci z Polska a Slovenska.
Následkem oznámení prvních případů nákazy onemocněním covid-19 došlo na českém trhu k vykoupení protiroztočových lůžkovin. NanoSPACE se kvůli zdržené dodávce v Číně potýkala také s nedostatkem respiračních roušek s nanotechnologiemi. Díky zájmu zákazníků byl prodej firmy za několik březnových dní srovnatelný s celým rokem 2019. V polovině března začaly v jednotlivých krajích ohlášené kontroly výrobců a distributorů nedostatkových respirátorů krátce poté, co začalo platit nařízení, že je firmy smějí prodávat pouze státu. Kontroly finančního úřadu se zaměřily především na dodržování maximální ceny ochranných prostředků třídy FFP3 vyrobených a uváděných na český trh. V důsledku kontroly musela nanoSPACE veškeré objednávky s ochrannými pomůckami stornovat, a to včetně těch, které provedly laboratoře a jiné zdravotnické provozy. Nákup ochranných prostředků smělo v této době kvůli sílící koronavirové epidemii uskutečnit pouze Ministerstvo zdravotnictví ve formě zakázky bez výběrového řízení. V Písku, kde probíhala výroba protiroztočových lůžkovin, zahájila firma improvizovanou produkci nanoroušek. NanoSPACE získala materiál, ze kterého do dvou týdnů vyrobila 150 tisíc roušek určených do nemocnic v Českých Budějovicích a Písku. Zároveň vedení usilovalo o zapojení většího množství jihočeských textilních firem, aby byla denní kapacita výroby co nejvyšší. Nemocnicím firma účtovala nákladovou cenu a denně byla díky spolupráci s firmami Kvalitex, ACE sport, Katy ateliér, Otavan Strakonice a Luckwest schopna vyrobit 10 000 roušek s nanomembránou.
Koncem dubna 2020 spustila nanoSPACE nový e-shop. Návštěvnost e-shopu vzrostla na 10 000 návštěv denně. V minulosti navštívilo webové stránky firmy přibližně 100 uživatelů denně. V květnu také nanoSPACE oznámila, že do konce května dodá díky nové výrobní lince Ministerstvu vnitra 200 000 nanoroušek. Stabilizovala cash flow a firma tak mohla investovat do nových výrobků. Vrátila se k výrobě lůžkovin, řešila vstup na e-shop Alza.cz a kanadský trh. Během několika dní vyvinula první prototyp vlastního antivirového šátku nanoSPACE, kde použila nejlepší dostupnou nanovlákennou membránu z roudnické firmy PARDAM. Firma spustila také prodej nano roušek od zlínské firmy SPUR a nano filtrů. Kvůli velkému nárůstu tržeb dostala firma nanoSPACE v polovině května výzvu od finančního úřadu. Podle Finanční správy šlo o běžný postup, protože společnosti nenadále narostly výdaje i zisky. Proti tomu se ohradil předseda KDU-ČSL a poslanec Marian Jurečka a odeslal v této věci interpelaci tehdejší ministryni financí Aleně Schillerové.
Zájem o ochranné pomůcky vzrostl také kvůli zpřísnění některých vládních restrikcí po nárůstu případů nákazy koronavirem. NanoSPACE odbavovala objednávky přicházející především ze zdravotnických zařízení a škol. V srpnu 2020 se stala nanoSPACE největším on-line prodejcem českých nanotechnologických produktů v České republice.
Ve středu 9. září 2020 prodala nanoSPACE více roušek s nanovlákny než za celý březen a duben dohromady. Některé z nejžádanějších výrobků zákazníci dočasně vykoupili. Prodej nanoSPACE v září stoupl oproti srpnu o 200 %. Zvyšující se trend pokračoval i v říjnu. Koncem roku 2020 firma uvedla, že oproti loňskému roku vyrostla o 4000 %. Dosáhla na obrat 100 milionů korun. Prodala milion nanovlákenných roušek, čtvrt milionu nano respirátorů a několik desítek tisíc antivirových šátků. Několikanásobně se zvýšily i prodeje lůžkovin s nanovlákennou membránou. I v dalších týdnech společnost překonávala prodejní rekordy.
Za první dva měsíce 2021 byla firma na polovičním obratu roku 2020. Společnost investovala do logistiky i skladů. Začala řešit prodej v Německu, Francii, Itálii, Španělsku i Anglii, a to přes Amazon a obchodní partnery. Během dubna 2021 se staly nejprodávanějším zbožím nanoSPACE dětské nanoroušky.
Na začátku roku 2022 předvedla nanoSPACE své produkty v Dubaji, kde se konala světová výstava Expo. V polovině února 2022 vyhlásila společnost EY s podporou hejtmana Jihočeského kraje Martina Kuby vítěze soutěže Podnikatel roku 2021 Jihočeského kraje, kterými se stali Jiří Kůs a Lucie Konečná z nanoSPACE. Důvodem ocenění vedení společnosti bylo nejen jeho desetileté úsilí, se kterým se věnovalo rozvoji nano oboru na české i světové úrovni, ale i schopnost a nasazení, s jakým dokázalo v roce 2020 reagovat na situaci spojenou s pandemií covid-19. V březnu obdržela společnost nanoSPACE Cenu čtenářů MF DNES a iDNES.cz za nejlepší podnikatelský příběh. Z celkových 1 871 hlasů jich získala 355. V květnu vznikla dceřiná společnost nanoSPACE Cosmetics, zaměřená na vývoj a výrobu přírodní kosmetiky za využití nanotechnologií, a v srpnu nanoSPACE Technology, orientovaná na výzkum a vývoj nanovlákenných materiálů, aplikací z nich a strojního vybavení pro jejich výrobu. NanoSPACE se v říjnu 2022 stala také firmou roku 2022 Plzeňského kraje. V listopadu 2022 vyhrála nanoSPACE 22. ročník Národní ceny kvality v programu START.
V roce 2023 vzrostl prodej lůžkovin o 70 %. Prodej roušek naopak klesl na 1 % obratu firmy.

## Produkty
Společnost se specializuje zejména na lůžkoviny s nanovlákennou bariérou pro alergiky. V roce 2020 byla největším prodejcem certifikovaných nanovlákenných produktů v České republice.
Během koronavirové pandemie v roce 2020 spustila firma vlastní výrobu nanovlákenných roušek a antivirových šátků. Nanovlákenné roušky v sobě mají nanovlákennou membránu, která slouží jako filtr. Zvládne filtrovat až 99,9 %[zdroj⁠?!] virů, bakterií i alergenů a dokáže tak částečně nahradit respirátor.
V portfoliu nanoSPACE přibylo i antibakteriální oblečení od českých značek a návrhářů.
Nabídku firmy tvoří také doplňky stravy s unikátní rozpustností aktivních látek nebo ekologická prací vajíčka, která snižují odpadovou stopu.
NanoSPACE klade důraz na udržitelné podnikání.